# Conus kremerorum
Espèce
Statut de conservation UICN

 LC  : Préoccupation mineure
Conus kremerorum est une espèce de mollusques gastéropodes marins de la famille des Conidae.
Comme toutes les espèces du genre Conus, ces escargots sont prédateurs et venimeux. Ils sont capables de « piquer » les humains et doivent donc être manipulés avec précaution, voire pas du tout.

## Distribution
Cette espèce est présente dans la mer des Caraïbes au large de la Barbade à une profondeur de 70 mètres.

### Niveau de risque d’extinction de l’espèce
Selon l'analyse de l'UICN réalisée en 2011 pour la définition du niveau de risque d'extinction, cette espèce est très restreinte dans son aire de répartition, présente au large de la Barbade dans les eaux profondes. Il n'y a pas de menaces connues pour cette espèce. Elle est classée dans la catégorie " préoccupation mineure ".

## Taxinomie

### Publication originale
L'espèce Conus kremerorum a été décrite pour la première fois en 1988 par le malacologiste américain Edward James Petuch (d),.

### Synonymes
- Conasprelloides kremerorum (Petuch, 1988) · non accepté
- Conus (Asprella) kremerorum Petuch, 1988 · appellation alternative
- Conus (Dauciconus) kremerorum Petuch, 1988 · appellation alternative
- Dalliconus kremerorum (Petuch, 1988) · non accepté